# Union Beynoise
Union beynoise is een Belgische handbalvereniging.  

## Geschiedenis
De club werd opgericht in 1921. Union won driemaal de Beker van België, met name in 1983, 1986 en 1993.

## Bekende (ex-)spelers
- Nathan Bolaers
- Thomas Bolaers
- Patrick Buzaud
- Edo Delic
- Haris Dzafic
- Max Fortemps
- Jean-Claude Méode
- Dino Thiam
- Rudolf Tonković
- Arber Qerimi